# Daniel Cohn-Bendit

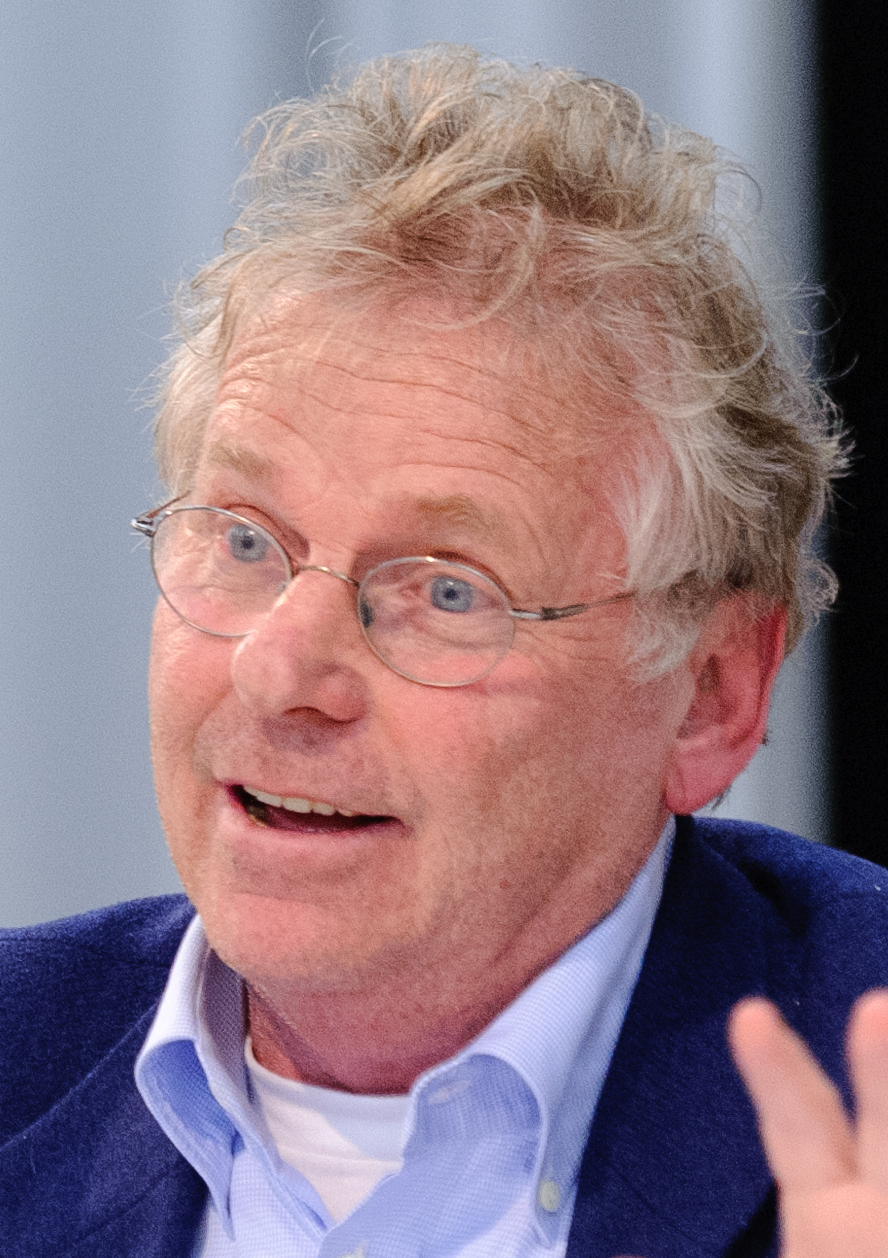
Daniel Cohn-Bendit (2012)

Marc Daniel Cohn-Bendit ([ˈdaːniːɛl koːn ˈbɛndɪt] (deutsch) oder [da.niɛl ˌkɔn bɛnˈdit] (französisch); * 4. April 1945 in Montauban, Tarn-et-Garonne, Frankreich) ist ein deutsch-französischer Publizist und Politiker von Bündnis 90/Die Grünen und Europe Écologie-Les Verts.
Im Mai 1968 wurde er prominenter Sprecher der Studenten in Paris. Nach seiner Ausweisung aus Frankreich war er im Sozialistischen Deutschen Studentenbund (SDS) und der APO aktiv. In den 1970er Jahren gehörte er zur Sponti-Szene in Frankfurt am Main und gab das Stadtmagazin Pflasterstrand heraus.
Ab 1978 engagierte er sich für die damals entstehende Partei der Grünen und entwickelte sich dort mit Joschka Fischer zu einem Vertreter des „Realo“-Flügels. 1989 bis 1997 war er der erste Dezernent des neu eingerichteten Amts für multi-kulturelle Angelegenheiten in Frankfurt am Main. Von 1994 bis 2014 war er Mitglied im Europäischen Parlament. Ab 2002 war er dort Co-Vorsitzender der Fraktion der Grünen / Europäische Freie Allianz. Er kandidierte abwechselnd für die deutschen Grünen und die französischen Les Verts bzw. Europe Écologie-Les Verts.
Zur Europawahl 2014 zog sich Cohn-Bendit aus der aktiven Politik zurück. Hintergrund seien nicht zuletzt gesundheitliche Gründe gewesen. Er werde aber weiterhin „demonstrieren und wählen gehen“.
2022 war er Gründungsmitglied des PEN Berlin.
Cohn-Bendit schrieb zahlreiche politische Aufsätze und Bücher und moderierte verschiedene Fernsehsendungen.

## Kindheit, Jugend und Privates
Daniel Cohn-Bendit entstammt einer jüdischen Familie; sein Vater Erich Cohn-Bendit, ein Berliner Rechtsanwalt, war bekennender Atheist und engagierter Trotzkist. Er war Anwalt der Roten Hilfe und war unter anderem Strafverteidiger von Hans Litten. Seine Mutter Herta Cohn-Bendit (geborene David; 1908–1963) stammte aus Posen und wurde Juristin. 1933 floh das Ehepaar vor den Nationalsozialisten aus Deutschland nach Paris. Einige ihrer Verwandten wurden als Berliner Juden 1942/43 nach Riga deportiert und kamen dort um oder wurden ermordet. In Paris arbeitete Herta Cohn-Bendit in der jüdischen Gemeinde, Vater Erich Cohn-Bendit verkaufte unter anderem Briefmarken. Daniel Cohn-Bendits' Eltern gehörten zu einem Kreis jüdischer Intellektuelle, zu dem auch Walter Benjamin, Heinrich Blücher und die jüdische Philosophin Hannah Arendt gehörten, deren Werke seinen Sohn Daniel später stark beeinflussten. Nachdem Erich Cohn-Bendit 1939/1940 zweimal interniert wurde, zogen die Eltern, zusammen mit dem 1936 geborenen Gabriel-Cohn-Bendit nach Montauban, in der Nähe von Toulouse. Dort wurde Daniel Cohn-Bendit 1945 geboren, nachdem die Alliierten Südfrankreich befreiten. Kurze Zeit später zogen sie nach Paris und dann nach Cailly-sur-Eure in der Normandie, wo die Eltern ein jüdisches Kinderheim leiteten. 1949 zogen sie aber zurück nach Paris, da Herta Cohn-Bendit die wirtschaftliche Leitung des jüdischen Gymnasiums École Maïmonide übernahm. Da die Eltern ursprünglich mit ihren Kindern in die USA auswandern wollten, beantragten sie damals nicht die französische Staatsbürgerschaft für ihn. Die Kinder litten unter der Alkoholabhängigkeit des Vaters und einer Ehekrise. Die Mutter musste für das Familieneinkommen arbeiten.
1952 ließ sich Erich Cohn-Bendit als Anwalt in Frankfurt am Main nieder, während seine Frau mit Daniel in Paris blieb. Sein Vater beantragte 1958 die französische Staatsbürgerschaft für ihn, einige dafür nötige Papiere fehlten jedoch. So blieb der Sohn für einige Jahre staatenlos. 1958 zog seine Mutter mit ihm ebenfalls nach Frankfurt.
In Deutschland besuchte Cohn-Bendit die reformpädagogische Odenwaldschule im hessischen Ober-Hambach bei Heppenheim. Er war als freundlicher, humorvoller, zu Streichen aufgelegter und redegewandter Schüler bei Mitschülern und Lehrern beliebt. Einer seiner Lehrer, der französische Kommunist Ernest Jouhy, wurde nach dem Tod Erich Cohn-Bendits „Ziehvater“ von Daniel Cohn-Bendit. Mit 14 Jahren musste sich Cohn-Bendit zwischen der deutschen und französischen Staatsbürgerschaft entscheiden und wählte – anders als sein neun Jahre älterer Bruder Gabriel Cohn-Bendit – die deutsche. Damit wollte er auch dem Militärdienst in Frankreich entgehen. Im Mai 2015 erhielt Cohn-Bendit auch die französische Staatsbürgerschaft.
1963 starb seine Mutter in London; damit war er Waise geworden. Das Abitur legte er 1965 mit der Gesamtnote „Gut“ ab. Der Direktor der Schule beschrieb Cohn-Bendit als progressiv eingestellten, einfallsreichen und ungewöhnlich temperamentvollen Jungen.
Cohn-Bendit wohnt in Frankfurt am Main und ist seit 1997 mit seiner langjährigen Partnerin Ingrid Apel verheiratet. Er hat mit ihr einen Sohn und zog Ingrid Apels Sohn Niko Apel mit auf.

## Pariser Mai

### Nanterre
Im Herbst 1965 begann Cohn-Bendit ein Mathematikstudium an der Universität Paris-Süd (Orsay), das er nach nur einer Woche aufgab. Er wechselte ins Fach Soziologie an die Universität Paris-Nanterre, wo er eine kleine anarchistische Gruppe kannte. Diese traf sich fortan in seiner Wohnung. Einer seiner Professoren war Alain Touraine.
Damals begannen sich viele Studenten in westeuropäischen Staaten zu politisieren. Cohn-Bendit wurde in der aufkommenden französischen Studentenbewegung aktiv. Nach der Erschießung von Benno Ohnesorg in Berlin (2. Juni 1967) erklärte er: „Man soll nach diesem ersten Toten in Deutschland nicht glauben, dass das Gewaltpotential in anderen Ländern kleiner ist.“
In Nanterre beteiligte sich Cohn-Bendit an Studentenprotesten gegen die Geschlechtertrennung in den Studentenwohnheimen und missachtete mit anderen ein Verbot, Wohnheime weiblicher Studenten nach 23.00 Uhr zu besuchen. Im Januar 1968 überraschte er den französischen Sport- und Jugendminister François Missoffe bei der Einweihung eines Schwimmbads mit der Frage, warum er das Thema Sexualität in seinem „Weißbuch über die Jugend“ ausgespart habe. Darauf antwortete Missoffe: Falls er sexuelle Probleme habe, solle er doch ins kalte Wasser springen. Cohn-Bendit erwiderte, diese Antwort erinnere ihn an die Hitlerjugend. Darauf reagierte die Universitätsleitung mit schweren Disziplinarstrafen gegen ihn.
Beim Internationalen Vietnamkongress im Februar 1968 an der TU Berlin vertrat Cohn-Bendit die Gruppe Liaison des Etudiants Anarchistes (Bund anarchistischer Studenten; LIA). Er übernahm das Aktionskonzept der provokativen, direkten, aufklärerischen und selbstaufklärerischen Aktion von Rudi Dutschke, der das Hauptreferat hielt und es seinerseits von den französischen Situationisten übernommen hatte.
Am 21. März 1968 demonstrierten Studenten von Nanterre gegen den Vietnamkrieg, um die dortige Tet-Offensive zu unterstützen. Dabei zerstörten einige Mitglieder des Comité Viêtnam national (CVN) die Scheiben des lokalen Büros des American Express und wurden verhaftet. Daraufhin besetzten andere, darunter Cohn-Bendit, erstmals die Räume des Universitätssenats. Dort schlossen sich etwa 140 Studenten von Nanterre aus anarchistischen, maoistischen, situationistischen und trotzkistischen Gruppen auf Cohn-Bendits Appell zur Einigung hin zur „Bewegung 22. März“ (dem Gründungsdatum) zusammen. Sie verstanden sich als dezentrales, anti-institutionelles Bündnis für direkte Aktion. Obwohl sie eine zentrale Führung ablehnten, wurde Cohn-Bendit in den Medien als ihr Sprecher („Dany le Rouge“) dargestellt. Nachdem eine Untergruppe eine Anleitung zum Bau eines nicht funktionsfähigen Molotowcocktails namens „le cocktail Dany (inefficace)“ veröffentlicht hatte, wurde Cohn-Bendit als angeblicher Anstifter verhaftet.
Die Mitglieder dieses Bündnisses verhinderten in den Folgewochen viele Lehrveranstaltungen, indem sie Hörsäle besetzten, um Diskussionen über den Vietnamkrieg zu erzwingen. Nach dem Attentat auf Rudi Dutschke am 11. April mobilisierte Cohn-Bendit die französischen Studenten und lud den SDS-Vorsitzenden Karl Dietrich Wolff dazu nach Nanterre ein. Nach dessen Vortrag stürmten Studenten die Verwaltungsräume der Universität. Am 2. Mai 1968 rief der Universitätsdekan die Polizei, um die Hausordnung durchzusetzen. Ab dem 3. Mai 1968 ließ er die Fakultät der Humanwissenschaften in Nanterre unbefristet schließen. Cohn-Bendit und sieben weitere Rebellen wurden für den 6. Mai vor die Disziplinarkommission der Sorbonne zitiert.

### Sorbonne und Ausweisung
Noch am selben Tag zogen Cohn-Bendit und seine Bewegung vom 22. März zur Universität Sorbonne und organisierten in deren Innenhof mit der Französischen Studentenunion ein Sit-in gegen die Schließung von Nanterre und das Disziplinarverfahren. Nachdem die Polizei das Sit-in aufgelöst und 596 Studenten, darunter Cohn-Bendit, festgenommen hatte, entwickelte sich eine Straßenschlacht mit Tränengas, Pflastersteinen und Molotow-Cocktails. Am 4. Mai wurde die Sorbonne vorläufig geschlossen und von einem Polizeikordon umzingelt. Ab dem 5. Mai erhielten die Protestierenden die Unterstützung der Surrealisten um Jean Schuster.
Am 6. Mai erklärte Cohn-Bendit vor der Disziplinarkommission: „Ich bin ein anarchistischer Marxist. Für mich ist die grundlegende Analyse von Marx richtig, die Analyse der kapitalistischen Gesellschaft. Aber die Organisationsformen, die sich die kommunistische Bewegung gegeben hat, lehne ich vollkommen ab. Sie bringen keine neue Gesellschaft zustande, sondern nur neue autoritäre Herrschaft. Hier gibt es einen Bruch zwischen marxistischer Theorie und kommunistischer Praxis. Wir wollen diesen Bruch wieder aufheben…“
Während französische Rechtsextremisten seit dem 2. Mai Cohn-Bendits Abschiebung forderten und zu Selbstjustiz gegen ihn aufriefen, solidarisierten sich manche Mitglieder der KPF wie der Dichter Louis Aragon mit den protestierenden Studenten. Am 6. Mai forderte Cohn-Bendit Aragon bei einem weiteren Sit-in an der Sorbonne auf, seine unkritische Verehrung der Sowjetunion in den 1930er-Jahren zu erklären. Aragon verließ den Saal. Abends erklärte Cohn-Bendit im Fernsehen, er habe zusammen mit „stalinistischen Bösewichtern“ demonstriert. Daraufhin wurde er in der Zeitung L’Humanité, dem Zentralorgan der KPF, als „Pseudo-Revolutionär“ und „deutscher Anarchist“ angegriffen. In der Folgewoche forderte er ein Übergreifen der Studentenproteste auf ganz Paris, einen Generalstreik und eine Räterepublik in der Tradition des Anarchosyndikalismus. Er berief sich dabei auf die Charta von Amiens (1906).
Am 13. Mai 1968 löste die Pariser Polizei mit massivem Gewalteinsatz eine Massendemonstration von etwa 20.000 Studenten auf. Daraufhin riefen der Französische Studentenverband, ein großer Hochschullehrerverband und die Gewerkschaften aus Solidarität mit den Studenten einen Generalstreik aus. Dem folgten am 19. Mai fast alle Aufgerufenen, zwischen sieben und zehn Millionen Menschen in ganz Frankreich.

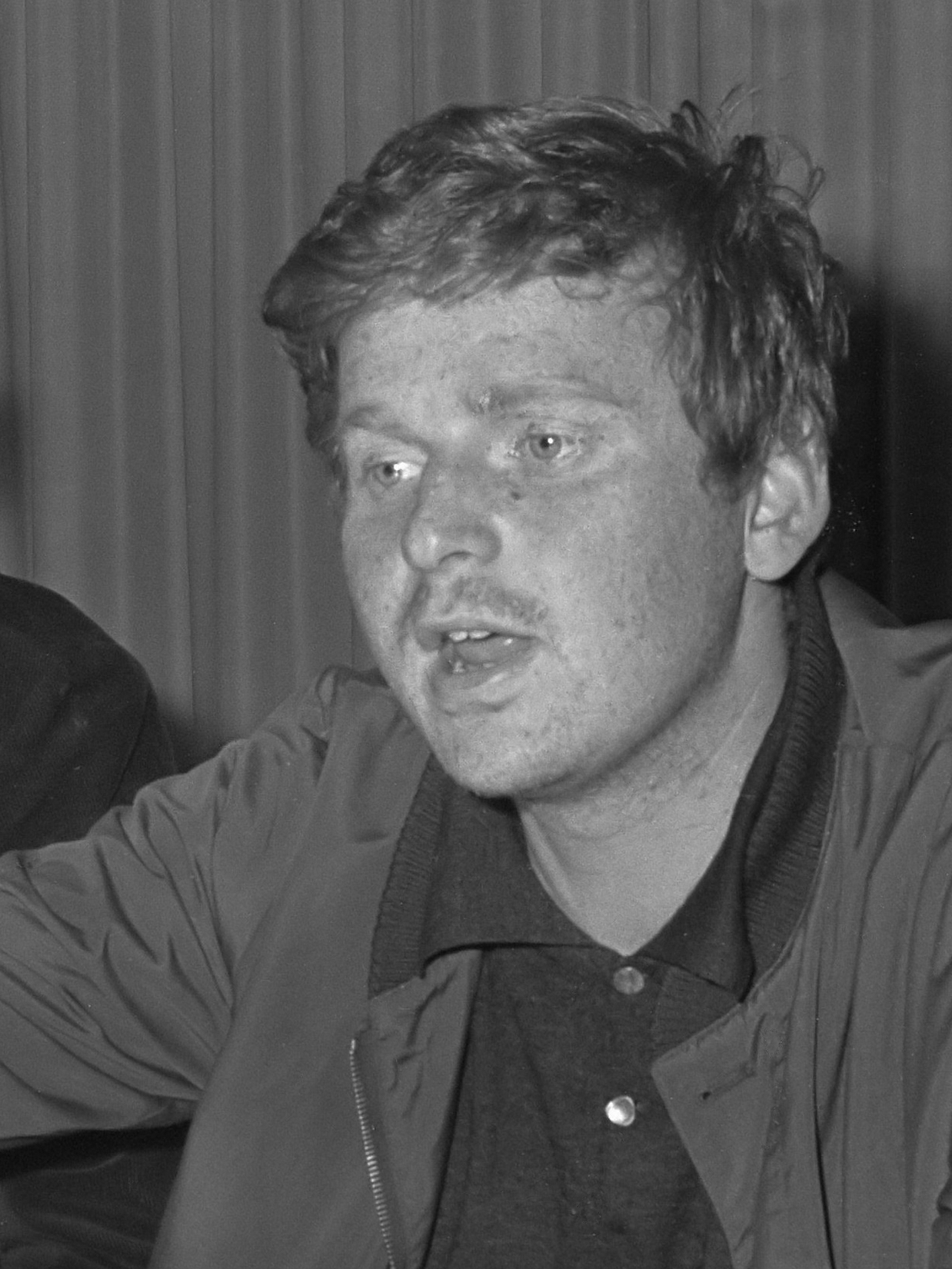
Daniel Cohn-Bendit (1968)

Am 20. Mai führte Cohn-Bendit ein öffentliches Interview mit dem Philosophen Jean-Paul Sartre, in dem er erklärte, angesichts der Ausmaße der Bewegung sei nun der Sturz der Regierung unter Staatspräsident Charles de Gaulle ihr Ziel. Zwar könne die bürgerliche Gesellschaft noch nicht beseitigt werden. Doch seien wirksame Veränderungen, etwa im Bereich der Universitäten, nun greifbar. Die Gesellschaft sei nicht durch eine organisierte Avantgarde, sondern nur durch unkontrollierte Spontaneität veränderbar. Diese Gedanken führte er in den Folgetagen auch in Berlin aus und kritisierte dabei die kommunistischen Organisationen als autoritär und unbeweglich. Der „Bolschewismus“ sei kompromisslos abzulehnen. Das eigentliche Ziel der Revolution sei die Autonomie der Massen. Seine Ablehnung des staatlichen Kommunismus und der autoritären Strukturen des real existierenden Sozialismus behielt er bei. 1986 erläuterte er seine Haltung folgendermaßen: „Ich glaube, man muß die Rechten im Antikommunismus links überholen und zeigen, daß wir die besseren Antikommunisten sind, weil wir eigentlich die wahren Antitotalitären sind, daß der Ursprung von Totalitarismus der autoritäre Charakter ist, sei es nationalsozialistischer Prägung, sei es bolschewistischer Prägung.“
Am 21. Mai 1968 forderte Cohn-Bendit als Redner bei einer Kundgebung des Berliner SDS: Die französische Trikolore solle zerrissen und durch eine Rote Fahne ersetzt werden. Am 22. Mai verwehrte Frankreichs Regierung ihm die Wiedereinreise und erließ ein Aufenthaltsverbot in Frankreich für ihn.
Am 24. Mai demonstrierten die Pariser Studenten mit der Parole „Wir sind alle deutsche Juden“ für Cohn-Bendits Wiedereinreise und stellten sich damit in eine Tradition der Résistance gegen die nationalsozialistische Judenverfolgung. Am selben Tag versuchte Cohn-Bendit am Grenzübergang bei Saarbrücken nach Frankreich einzureisen. Begleitet wurde er von ca. 800 Studenten, die nach einem Teach-in an der Universität des Saarlandes mit ihm zur Grenze gekommen waren und dort für seine Wiedereinreise demonstrierten. Ein Großaufgebot an Bereitschaftspolizisten auf deutscher Seite sowie an Angehörigen der Republikanischen Garde auf französischer Seite hatte die Grenze abgeriegelt. Auch nach Verhandlungen mit den französischen Behörden wurde Cohn-Bendit die Einreise verwehrt. Mit Hilfe von Luxemburgern, die von 1959 bis 1962 Mitglieder der algerischen Nationalen Befreiungsfront (FLN) über die Grenze geschleust hatten, überquerte Cohn-Bendit am 27. Mai bei Vianden die deutsch-luxemburgische Grenze und wurde am 28. Mai bei Mondorf-les-Bains nach Frankreich geleitet. Einem Aufruf des Innenministers Christian Fouchet, „diese Unterwelt zu erbrechen“, folgten am 30. Mai 300.000 Gaullisten. Dabei wurden auch Parolen gerufen wie „Frankreich den Franzosen“, „Cohn-Bendit nach Deutschland“ und „Cohn-Bendit nach Dachau“.
Im Juli 1968 ließ sich Cohn-Bendit in Frankfurt am Main nieder, um, wie er später schrieb, den „Starkult“ um seine Person zu beenden. Er reagierte damit auch auf Kritik seiner Anhänger, die nach seinem umjubelten Wiedereintreffen in der Sorbonne bei einer Pressekonferenz mit dem Slogan „Cohn-Bendit, das sind wir alle“ aufgetreten waren. Ferner reagierte er auf den Zerfall der Bewegung des 22. März, in der ab 12. Juni 1968 Maoisten die Führung übernommen hatten.

## Frankfurter Sponti-Bewegung
Nach einem Sommerurlaub in Italien mit der Schauspielerin Marie-France Pisier verfasste Cohn-Bendit im August 1968 in fünf Wochen das Buch „Linksradikalismus – Gewaltkur gegen die Alterskrankheit des Kommunismus“ über den Pariser Mai, das der Rowohlt Verlag veröffentlichte und das 18 ausländische Verlage druckten. Das hohe Vorschusshonorar für den Autor fand Kritik im deutschen SDS. Ein Aufsatzband der Reihe „edition Voltaire“ im Heinrich-Heine-Verlag, der im November 1968 angekündigt wurde, erschien nicht.
Cohn-Bendit schrieb sich im Herbst 1968 offiziell als Student der Soziologie an der Goethe-Universität ein und besuchte Vorlesungen unter anderen bei Theodor W. Adorno und Jürgen Habermas, zwei Vertretern der Frankfurter Schule, beendete aber sein Studium nicht. Hannah Arendt bot ihm damals finanzielle Hilfe an.
Am 22. September 1968 nahm Cohn-Bendit an Protesten gegen den Staatspräsidenten des Senegal Leopold Senghor teil, der an jenem Tag bei der Frankfurter Buchmesse den Friedenspreis des deutschen Buchhandels erhielt. Er übersprang eine Polizeiabsperrung, wurde festgenommen und zu acht Monaten Haft auf Bewährung verurteilt.
Am 31. Oktober 1968 rief Cohn-Bendit kurz vor dem Urteil gegen Andreas Baader und Gudrun Ensslin im Prozess vor dem Landgericht Frankfurt am Main zu den Kaufhaus-Brandstiftungen am 2. April 1968: „Die gehören zu uns!“ Er forderte damit, die Angeklagten vor ein Studentengericht zu stellen. Ensslin hatte die Tat zuvor als Protest gegen die „Gleichgültigkeit“ gerechtfertigt, mit der die Menschen dem „Völkermord in Vietnam“ zusähen. Cohn-Bendit besuchte Ensslin mehrmals im Gefängnis.
Ende 1969 gründete Cohn-Bendit eine „Betriebsprojektgruppe“ (BPG) als Teilgruppe des Frankfurter SDS, die die lokalen Gewerkschaften infiltrieren wollte. Nachdem der SDS zerfallen war, bezeichnete sich die Gruppe als „Revolutionärer Kampf“ (RK). Der RK versuchte nach dem Vorbild der italienischen Lotta continua durch Agitation in Industriebetrieben und Widerstand gegen „alltägliche Gewalt“ eine spontane Massenbewegung junger Arbeiter, Studenten und Schüler herbeizuführen. Damals lernte Cohn-Bendit Joschka Fischer kennen, freundete sich mit ihm an und warb ihn als Leiter einer Betriebsgruppe des RK an. Cohn-Bendit und Fischer wurden bald politisch und persönlich eng verbundene Wortführer der Frankfurter „Sponti“-Szene. Beide bewarben sich mit gefälschten Papieren beim Automobilwerk Opel in Rüsselsheim und wurden eingestellt, aber nach sechs Monaten wegen Agitation im Betrieb entlassen.
1970 gründeten Cohn-Bendit, Joschka Fischer, Tom Koenigs und Johnny Klinke die Karl-Marx-Buchhandlung in Frankfurt-Bockenheim als basisdemokratisches Kollektiv mit Einheitslöhnen. Sie war Szenetreffpunkt und versorgte Käufer, meist Studenten, mit linksradikaler, anderswo kaum erhältlicher Literatur. Er lehnte das Verbot irgendwelcher Bücher gleich welcher Richtung ab, auch falls sie Gewaltaufrufe enthielten, und blieb 1977 dabei, als der Druck auf angebliche „Sympathisanten“ der Rote Armee Fraktion (RAF) wuchs.
Seit Herbst 1971 beteiligte sich Cohn-Bendit am Widerstand gegen den Abriss leerstehender Häuser im Stadtteil Frankfurt-Westend. Im April 1972 forderte er bei einem „Tribunal gegen Spekulanten und Profitgeier“ weitere Hausbesetzungen. Er verwahrte sich als Jude dagegen, dass Kritik an dem Immobilienmakler Ignatz Bubis, dem eins der bereits besetzten Häuser gehörte, Antisemitismus sei. Er wurde zu einem Wortführer im Frankfurter Häuserkampf. Er gehörte jedoch nicht zur „Putzgruppe“ um Joschka Fischer, die polizeiliche Räumungen besetzter Häuser auch mit körperlicher Gewalt zu verhindern versuchte. Er lehnte deren Auftreten mit Helmen als „Militarisierung nach außen“ ab.
Viele 68er befürworteten eine antiautoritäre Erziehung mit politischem Anspruch im Gefolge von Schriften Wilhelm Reichs, Erich Fromms und anderer Vertreter der Kritischen Theorie. Diese Ideen und der Mangel an Kindergärten führten zur Bildung von selbstverwalteten Kinderläden in westdeutschen Universitätsstädten, zuerst 1967 in Frankfurt am Main. Cohn-Bendit arbeitete von 1972 bis 1974 als von den Eltern angestellte Bezugsperson in der selbstverwalteten Kindertagesstätte der Universität Frankfurt, die aus der Kinderladenbewegung hervorging. Auch die Freie Schule Frankfurt, die er 1980 mitgründete, stand in dieser Tradition. Dort war er bis 1981 als eine von zwei Bezugspersonen für ein- bis zweijährige Kleinkinder in einer Krabbelstube tätig.
Am 4. Dezember 1974 besuchte Jean-Paul Sartre Andreas Baader in der Justizvollzugsanstalt Stuttgart-Stammheim, um den damaligen Hungerstreik der inhaftierten RAF-Terroristen gegen ihre Haftbedingungen zu unterstützen. Cohn-Bendit begleitete Sartre, durfte aber nicht als Übersetzer mit in die JVA, da diese seinen Besuchsantrag abgelehnt hatte. In der folgenden Pressekonferenz übersetzte er für Sartre und die Journalisten. Dabei soll er Sartres Aussage, Baader sei ein Dummkopf, unübersetzt gelassen haben.
In seinem Buch Le grand bazar (Paris 1975; deutsche Ausgabe 1977: Der grosse Basar), das aus mehreren langen Interviews zusammengestellt und von den Interviewern redigiert wurde, beschrieb Cohn-Bendit seine Rolle im Mai 1968 und in der Spontibewegung. Rezensenten stellten seine Freude an Provokationen heraus und bemängelten das Fehlen eines politischen Programms. Das Buch wurde wegen seines Titels und Vorworts („So will auch dieses Buch nichts weiter sein als ein buntes Warenhaus des Linksradikalismus. Bitte bedienen Sie sich. Sie haben die freie Auswahl...“) als Selbstvermarktung kritisiert. Cohn-Bendit war Journalistenangeboten anders als etwa Rudi Dutschke schon 1968 weit entgegengekommen und hatte den „Starrummel“ um seine Person bewusst bedient, wie er einräumte.
Um für einen französischen Verlag arbeiten zu dürfen, beantragte Cohn-Bendit 1975 die Aufhebung seiner Ausweisung von 1968. Nachdem Frankreichs Innenministerium diese im Februar 1976 abgelehnt hatte, klagte er vor dem zuständigen Pariser Verwaltungsgericht und berief sich auf eine Richtlinie der EWG von 1964, mit der der Innenminister seine Ablehnung hätte begründen müssen. Das Gericht wollte seine Auslegung dieser Richtlinie dem EuGH vorlegen, ihn also letztinstanzlich über deren Rechtmäßigkeit entscheiden lassen. Auf eine Eingabe des Innenministers hin hob das Oberste Verwaltungsgericht Frankreichs (Conseil d’Etat) dieses Urteil am 22. Dezember 1978 auf und erklärte, EWG-Richtlinien seien nicht direkt auf nationales Recht anwendbar. Damit setzte es sich über ein entgegengesetztes EuGH-Urteil hinweg und behielt sich die letztgültige Auslegung von EWG-Richtlinien selbst vor. Dieses auch in Frankreich stark kritisierte „Cohn-Bendit-Urteil“ blieb Präzedenzfall für das Verhältnis von europäischem und französischem Verfassungsrecht. Daraufhin wies das Pariser Verwaltungsgericht Cohn-Bendits Klage am 11. Juli 1979 endgültig ab. Zuvor hatte der Innenminister die Ausweisung von 1968 jedoch überraschend aufgehoben.
Dennoch blieb Cohn-Bendit in Frankfurt. Im Oktober 1976 gründete er dort das linksalternative Stadtmagazin „Pflasterstrand“. Hauptthemen waren die Anti-AKW-Bewegung und der „Häuserkampf“. Darin wurden oft die für die Baupolitik verantwortlichen Kommunalpolitiker der SPD angegriffen. Zu den Kommunalwahlen 1977 empfahl das Blatt Wahlenthaltung, um jahrelange Kompromisse mit dem Reformismus zu beenden. Der langjährige Oberbürgermeister Rudi Arndt wurde abgewählt. 1976 erklärte Cohn-Bendit zum Thema Arbeitslosigkeit: Jeder Kampf dagegen müsse zugleich gegen entfremdete, menschenunwürdige Arbeit vorgehen. Revolutionäre könnten den Menschen nicht wünschen, zum Fließband zu gehen. Bis 1978 kritisierte der Pflasterstrand auch die aufkommenden Umweltinitiativen als „bürgerlich“ und grenzte sich vom Projekt einer grünen Bundespartei ab.
Hans-Joachim Klein war früher Mitglied der „Putzgruppe“, später bei den Revolutionären Zellen (RZ). Er beteiligte sich 1975 an der OPEC-Geiselnahme in Wien, bei der drei Menschen getötet wurden. 1977 sandte er seine Pistole und einen Bekennerbrief an den Spiegel, in dem er sich vom Terrorismus lossagte. Cohn-Bendit und andere halfen ihm dabei, in Frankreich in wechselnden Verstecken zu leben, um nicht von ehemaligen Mittätern als „Verräter“ ermordet zu werden. Cohn-Bendit besorgte ihm eine Wohnung, zahlte die Miete und versprach ausstiegswilligen Gewalttätern im „Pflasterstrand“ die Solidarität derer, die an ihrer Entwicklung beteiligt gewesen seien. Er fingierte einen Leserbrief an den „Pflasterstrand“, in dem er den RZ signalisierte, dass Klein keine Namen preisgeben werde, wenn man ihn in Ruhe lasse. Andernfalls werde man seine Verfolger wie „Bullen“ behandeln.

## Politik bei den Grünen

### „Realo“ in Hessen
Für die Landtagswahl in Hessen 1978 beteiligte sich Cohn-Bendit an der Bildung eines grünen Wahlbündnisses. Es entstanden drei grüne oder bunt-alternative Wahllisten, die sich nicht über Aufnahme oder Ausschluss von K-Gruppen und gemeinsame Kandidaten einig wurden. Cohn-Bendit forderte am 23. Juli 1978 provokativ den Posten des Innenministers, die Legalisierung von Haschisch und Marihuana sowie eine 35-Stunden-Woche. Daraufhin lehnte die von Herbert Gruhl gegründete konservative Grüne Liste Umweltschutz ein Zusammengehen ab. Die Grüne Liste Hessen (GLH) ließ keine Doppelmitgliedschaften zu und konzentrierte sich auf den Widerstand gegen die Startbahn West des Frankfurter Flughafens. Cohn-Bendit wurde auf ihren siebten Listenplatz gewählt.
Nachdem alle drei Listen den Einzug in den Landtag verfehlt hatten, begann die von Cohn-Bendit geleitete „Sponti-Wählerinitiative“, die in den Räumen des „Pflasterstrands“ tagte, eine stärkere Mitarbeit bei den Grünen und die mögliche Zusammenarbeit mit dem linken SPD-Flügel um Erhard Eppler zu erörtern. Sie grenzte sich zunächst weiterhin vom Reformismus ab und kritisierte auch die Ökosozialisten (abwertend „Fundis“ genannt) um Manfred Zieran und Jutta Ditfurth, die Abgeordnetenmandate der GLH anstrebten, als zu „krawattenhaft“ und zu wenig „ausgeflippt“.
Seit der Landtagswahl in Hessen 1982, bei der die diesmal vereinten Grünen in den Landtag und den Römer (Frankfurt am Main) einzogen, forderte Cohn-Bendits Initiative eine Tolerierung der SPD-Minderheitsregierung. Als der SPD-Vorsitzende Willy Brandt am 26. September 1982 auf eine „Mehrheit diesseits der Union“ hinwies, strebte der Kreis, an dem nun auch Joschka Fischer teilnahm, eine rot-grüne Koalition auf Bundes- und Landesebene an. Im Oktober 1982 trat Cohn-Bendits Sponti-Wählerinitiative geschlossen in den Frankfurter Kreisverband der Grünen ein, um die Führung der Grünen in Hessen zu erringen und Joschka Fischer in den Bundestag zu bringen. Die Redaktion des Pflasterstrands nannte sich fortan „Arbeitskreis Realpolitik“. Fischer und Cohn-Bendit legten dem Parteitag der hessischen Grünen am 31. Oktober 1982 den gemeinsam verfassten Antrag „Zwischen puritanischer Skylla und opportunistischer Charybdis für eine listige Odyssee“ vor, den der Pflasterstrand im November 1982 veröffentlichte. Darin forderten sie ultimativ ein Bündnis mit der SPD; wer sich dem verweigere, spalte die Grünen. Der Parteitag lehnte dies mehrheitlich ab.
Nachdem Fischer bei der Bundestagswahl 1983 am 6. März ein Bundestagsmandat erlangt hatte, trat Cohn-Bendit im Dezember 1984 offiziell den Grünen in Hessen bei und warb dafür, die Ökosozialisten, die er „Radikalbolschewisten“ nannte, durch eine Eintrittswelle von Spontis zu entmachten. Kandidaten der „Realos“ erlangten danach bei den Kommunalwahlen in Hessen 1985 fünf von acht Mandaten im Römer und ermöglichten im September 1985 die erste rot-grüne Koalition in Hessen. Am 12. Dezember wurde Fischer zum hessischen Umweltminister ernannt. Während seiner Amtszeit (1985–1987) war Cohn-Bendit sein enger Politikberater.

### Frankfurter Dezernent
Bei den Kommunalwahlen 1989 kandidierte Cohn-Bendit mit der Forderung, eine rotgrüne Koalition solle ein Dezernat für Multikulturelles einrichten. Die örtliche CDU lehnte dies mit der Parole „Soll Cohn-Bendit unsere Heimat bestimmen?“ ab. Der neu gewählte sozialdemokratische Frankfurter Oberbürgermeister Volker Hauff ernannte Cohn-Bendit im Juli 1989 als Stadtrat zum ehrenamtlichen Leiter für das in Deutschland bis dahin einzigartige „Amt für Multikulturelle Angelegenheiten“ (AmkA), das dem Dezernat für Integration angeschlossen ist. Bis 1997 war Cohn-Bendit dessen erster Dezernent.
Zu Beginn seiner Amtszeit führte er Anhörungen von Frankfurter Migranten durch und erfüllte 1990 einige ihrer Hauptforderungen: die Gründung einer kommunalen Ausländervertretung (KAV) und die interkulturelle Öffnung der Stadtverwaltung. Sein Amt bot unter anderem Rechtsberatung für Migrantenvereine, Stadtteilgespräche und Antidiskriminierungsprogramme für Polizei- und Verwaltungsbeamte an, schrieb einen Architekturwettbewerb für Alternativen der Gestaltung des Gutleutviertels ohne das geplante Hochhaus Campanile (Frankfurt) aus und initiierte Begegnungen zwischen örtlichen Muslimen, Christen und Juden. 1990 initiierte Cohn-Bendit eine Antirassismus-Woche der Stadt und einen „Tag der deutschen Vielfalt“ nach dem Fall der Berliner Mauer mit. 1991 nach den Angriffen auf Asylbewerber in Hoyerswerda und anderswo initiierte das Amt eine Plakatkampagne „Ausländerhass – nicht mit uns!“, die Cohn-Bendit bundesweit zu verbreiten half. 1997 veranlasste er den Beitritt Frankfurts zum Netzwerk „Städte der Zuflucht“.
Das Amt wurde auch nach Hauffs Rücktritt im März 1991 und nach dem Wechsel zur schwarzgrünen Koalition (1995) unter Petra Roth (CDU) beibehalten. Zur Kommunalwahl 1997 legte Cohn-Bendit sein Amt nieder und wechselte ganz in die Europapolitik.

### Europapolitiker

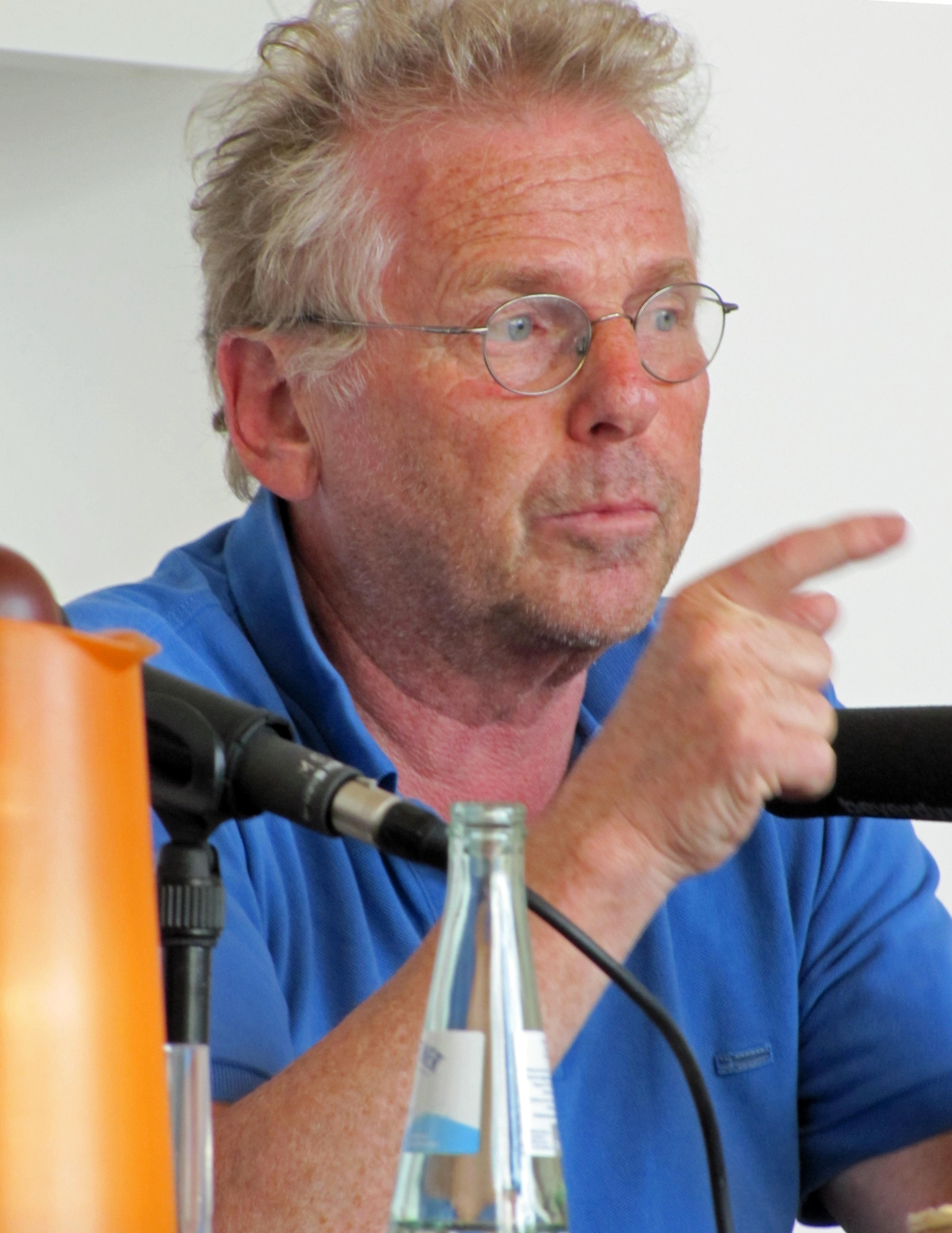
Daniel Cohn-Bendit bei den Römerberggesprächen (2011)

Bei der Europawahl 1994 holte Cohn-Bendit 17,8 Prozent (gegenüber deutschlandweit gut zehn Prozent) Stimmen für die Grünen und zog damit in das Europäische Parlament ein. Bei der Europawahl 1999 holte er nach einem dreimonatigen Wahlkampf in der französischen Provinz als Spitzenkandidat der französischen Grünen (Les Verts) erneut ein Mandat. In Paris stimmten 17 Prozent der Wähler für „Dany le Vert“. 2001 unterstützte er die französischen Grünen in ihrem Kommunalwahlkampf. Von 2002 bis 2014 war er einer von zwei Vorsitzenden der Fraktion der Grünen im Europäischen Parlament und als solcher Mitglied der Präsidentenkonferenz des Europäischen Parlaments. 2003 wandte er sich Themen der Informationsgesellschaft (Softwarepatente) zu und gründete die Europäische Grüne Partei (EGP; 32 Mitgliedsparteien) mit. 2004 wurde Cohn-Bendit auf dem Bundesparteitag der deutschen Grünen auf den zweiten Listenplatz und damit zum männlichen Spitzenkandidaten für die Europawahl 2004 gewählt. In der 6. Wahlperiode des europäischen Parlaments arbeitete er im Ausschuss für Wirtschaft und Währung und im Ausschuss für konstitutionelle Fragen mit. 2009 kandidierte er wiederum für die Europawahl in Frankreich 2009, diesmal als Spitzenkandidat von Europe Écologie, die landesweit mit 16,28 Prozent (0,2 Prozent hinter den Sozialisten) drittstärkste politische Kraft wurde.
Seit 2000 setzt sich Cohn-Bendit für eine föderale Europäische Verfassung mit einer politischen Regierung ein, die die jetzige Verwaltungsspitze der EU-Kommission ersetzen soll. Die Europaverfassung müsse gesamteuropäische Werte wie „Solidarität der Gesellschaft mit Alten, Schwachen und Kranken sowie die notwendige ökologische Vernunft“ verankern, eine Sozialcharta und Angleichung der Steuersysteme enthalten, breit diskutiert und durch Volksabstimmungen beschlossen werden. Alle Bürger der EU sollten bei Europawahlen mit der Zweitstimme direkt einen Kandidaten für das Amt eines politischen Führungsamtes (Präsident, Kanzler oder Premierminister) Gesamteuropas wählen können. Auf solche Kandidaten müssten sich zuvor die zur Wahl stehenden Parteilisten einigen. Der gewählte Kandidat müsse dann dem Europäischen Parlament ein Europakabinett zur Bestätigung vorschlagen, damit es über die Parlamentarier von allen Europäern legitimiert sei. Damit werde Europabegeisterung geweckt und dem Auseinanderdriften der Nationalstaaten entgegengewirkt. Diese müssten Souveränitätsrechte an die Europaregierung abgeben, damit diese funktionsfähig sei und allein dem Interesse Gesamteuropas diene. So könne sich die Europaregierung bei übergreifenden Themen bei BSE, Atomkraft oder Klimaschutz gegen nationalstaatliche Interessen durchsetzen und europäische Interessen in der Globalisierung auf Augenhöhe mit den USA vertreten.
Im Mai 2010 gehörte Cohn-Bendit zu den Gründern der Initiative JCall – Europäisch-jüdischer Appell an die Vernunft. Seit September 2010 war er führendes Mitglied der neu gegründeten Spinelli-Gruppe, die sich im Europäischen Parlament für den europäischen Föderalismus einsetzt.
Im November 2010 initiierte Cohn-Bendit die Umgründung der französischen grünen Partei Les Verts zu Europe Écologie-Les Verts. Nach längeren Unstimmigkeiten verließ er die Partei im Dezember 2012. Er reagierte damit auf das Nein der französischen Grünen zum Europäischen Fiskalpakt für mehr Haushaltsdisziplin und warf diesen vor, sich von Europa verabschiedet und in das politische Aus bugsiert zu haben, nachdem sie schon im Wahlkampf die Ökologie ausgeblendet hätten. Er blieb jedoch weiterhin Mitglied bei den deutschen Grünen, Ko-Vorsitzender der Fraktion der Grünen / Europäische Freie Allianz und behielt alle Funktionen im Europäischen Parlament. Cohn-Bendit verfasste zusammen mit Ulrich Beck das Manifest Wir sind Europa! Manifest zur Neugründung der EU von unten, das im Mai 2012 erschien. Bei der Europawahl 2014 kandidierte er nicht mehr.
Für die Bundestagswahl 2013 riet Cohn-Bendit den deutschen Grünen dazu, auch eine schwarzgrüne Koalition oder die Duldung einer rotgrünen Koalition durch Die Linke nicht von vornherein auszuschließen.
Die Russische Föderation belegte 89 EU-Politiker, darunter Cohn-Bendit, Ende Mai 2015 mit einem Einreiseverbot.
Ende August/Anfang September 2018 war Cohn-Bendit als Nachfolger des zurückgetretenen französischen Umweltministers Nicolas Hulot im Gespräch, entschied sich nach einem Gespräch mit Staatspräsident Emmanuel Macron aber, das Angebot abzulehnen.

## Medienpräsenz

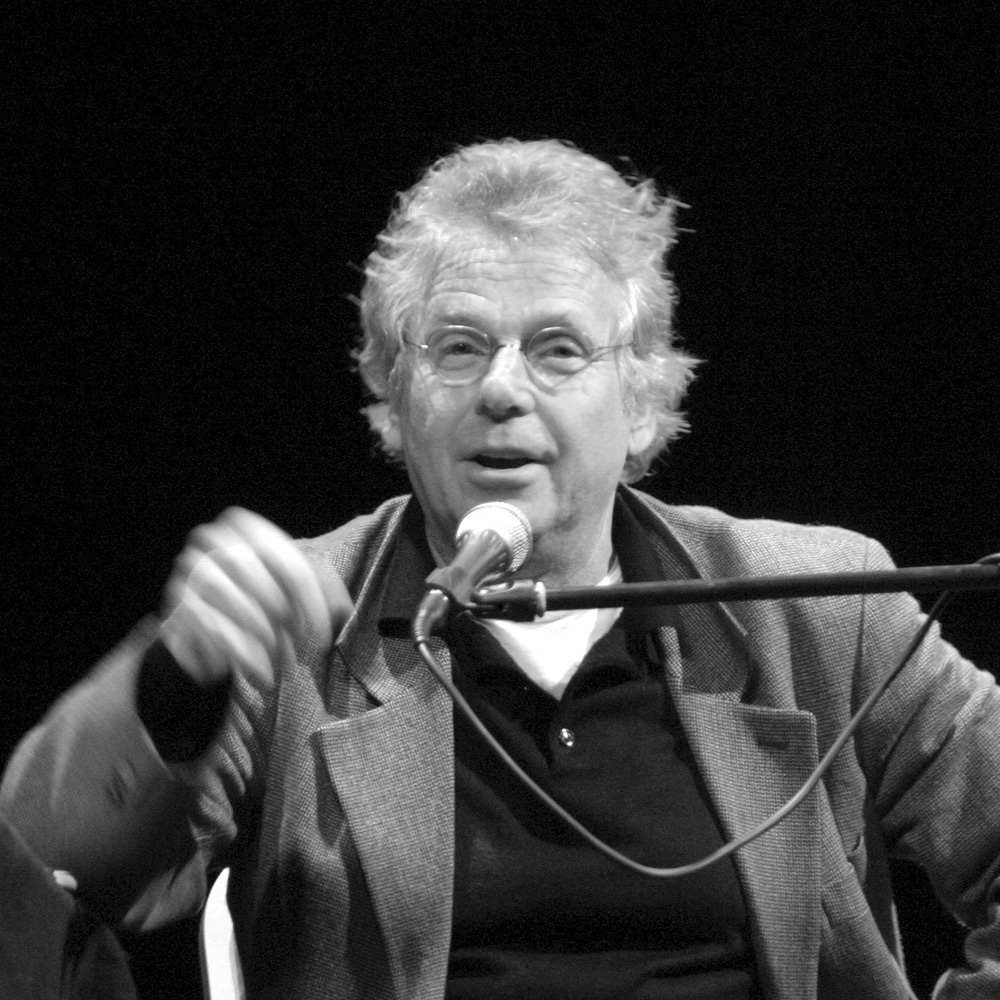
Cohn-Bendit beim Kölner Literaturfestival Lit.Cologne (2006)

Cohn-Bendit schlug Jean-Luc Godard 1969 vor, einen Italowestern mit den Vertretern der „Bewegung des 22. März“ zu drehen. Er wollte den Film zum Vergnügen mit seinen früheren Mitstreitern und Geldverdienen machen. Godard dagegen plante einen nichtkommerziellen, ernsten Film über die Ziele der Revolutionäre. Er verwarf das Projekt nach zwei Treffen mit Cohn-Bendit.
Cohn-Bendit war für die Hauptrolle im 1969 gedrehten Film Baal vorgesehen. Der Regisseur Volker Schlöndorff ersetzte ihn aber durch Rainer Werner Fassbinder. Cohn-Bendit wirkte als Schauspieler in den Filmen Ostwind (1970), Het alternatief (1984), Die Splitter der Eisbombe (1985), Eine Liebe in Paris (1987) mit. Er verfasste das Drehbuch für den Film C’est la vie (1991), eine Erinnerung an die 1960er Jahre, und spielte darin eine Nebenrolle als erfolgloser Kleinkrimineller. Er war auch Drehbuchautor für den Film Juden in Frankfurt (1993).
Beim französischen Hörfunksender Europe 1 moderierte er Anfang der 1980er Jahre die Sendung Freies Wort für alle, die weniger verdienen wollen, um besser leben zu können. Als Nachfolger von Elke Heidenreich moderierte er von 1994 bis 2003 den Literaturclub des Schweizer Fernsehens (SF). Die Sendung fand einen doppelt so hohen Zuschaueranteil wie das deutsche Pendant Das literarische Quartett; Zuschauer durften über die zu besprechenden Bücher mitentscheiden, ein schriftstellender Zuschauer pro Sendung durfte sein Werk vorstellen. 2002 kritisierte Cohn-Bendit Martin Walser: Dieser habe in seinem Werk „Ein springender Brunnen“ (1998) eine „völlig verquere“ Darstellung des Holocaust gewählt und müsse sich mit seiner „total ideologischen“ Bejahung des Sowjetkommunismus (1968ff.) auseinandersetzen. Walsers nicht erst seit seiner Friedenspreisrede 1998 bemerkbare Tendenz eines vorgeblichen Tabubruchs („man wird doch noch sagen dürfen“) beunruhige ihn stark. Eine Mordfantasie wie im Walser-Roman Tod eines Kritikers (2002) erwarte man von einem jugendlichen Punk, nicht aber von einem „alten Knacker“.
Seit 2005 moderierte er die 14-tägliche Diskussionssendung Cohn-Bendit trifft… beim Fernsehsender terranova. Sie wird kostenlos im Europaparlament mit dessen Filmteams produziert.
Von 2013 bis 2018 trat er erneut als Moderator beim französischen Rundfunksender Europe 1 auf.
Im Herbst 2018 ging beim Fernsehsender Euronews die Sendung „Uncut“ auf Sendung, in dessen Rahmen Cohn-Bendit Gespräche mit Persönlichkeiten aus der Politik führte.

## Kontroverse Themen

### Linksterrorismus
Cohn-Bendit setzte sich seit dem „Deutschen Herbst“ 1977 intensiv mit dem Linksterrorismus auseinander. Der Pflasterstrand war ein wichtiges Medium für diese Auseinandersetzung. Cohn-Bendits Einfluss auf die Sponti-Szene in den 1970er Jahren gilt als Hauptgrund dafür, dass sich nur wenige Linksradikale in Frankfurt am Main der RAF anschlossen. Er verhinderte laut Joschka Fischer, „dass Leute aus Frankfurt in den terroristischen Untergrund gegangen sind.“ Darin liege seine „gewaltige Leistung“. Cohn-Bendits Freundschaft habe auch ihn selbst vor dem Weg in terroristische Gewalt bewahrt.
1979 schrieb Cohn-Bendit ein Nachwort zu Kleins Buch Rückkehr in die Menschlichkeit, in dem er für einen entschlossenen Bruch mit der sich gegenseitig aufschaukelnden Unterdrückung des Staates und Gewalt der Guerilla plädierte. Der „humanitäre Standpunkt“ sei der einzige Ausweg aus dieser „nicht endenwollenden Todesspirale“. Der „Belagerungszustand“ in der Bundesrepublik könne nur durch eine gesellschaftliche Debatte über dessen Ursache, das „nie aufgearbeitete Faschismustrauma,“ überwunden werden. Anders als andere Vertreter der Studentenbewegung hatte er nie zum „bewaffneten Kampf“ aufgerufen. Jedoch räumte gerade er ein, die Neue Linke sei für terroristische Gewalt mitverantwortlich. Ihre anfängliche Faszination für die RAF habe auf einem emotionalen Gefühl von Rebellion, nicht auf der rationalen Einsicht in die Notwendigkeit politischer Aktionen beruht.
1987 sagte er im Gespräch mit dem ehemaligen Justizminister Hans-Jochen Vogel: Die APO habe ein Widerstandsrecht gegen den westdeutschen Staat beansprucht, weil sie nicht zwischen Widerstand gegen Faschismus und Widerstand in einer Demokratie unterschieden habe. Er habe die Strategie der RAF und anderer bewaffneter Gruppen von Beginn für moralisch indiskutabel gehalten, aber Gesellschaftsveränderung nicht von etablierten Parteien erwartet. Die Opposition gegen den Vietnamkrieg habe sich nur mit außerparlamentarischen Regelverletzungen gegen die bundesdeutsche Loyalität mit den USA durchsetzen können. Gegen die Notstandsgesetze habe man sich gewehrt, weil die Elterngeneration kaum Widerstand gegen den Nationalsozialismus geleistet und dieses Versagen in der Nachkriegszeit verdrängt habe. Das Demonstrationsverbot in West-Berlin nach der Erschießung Ohnesorgs habe den Eindruck von politischer Unterdrückung auch seitens der SPD bestätigt. Auch das KPD-Verbot 1956 und der Radikalenerlass 1972 seien als autoritäre Überreaktionen wahrgenommen worden. Die RAF-Terroristen hätten den moralischen Anspruch gehabt, alles Unrecht der Welt zu bekämpfen, und seien darum selbst zu unmenschlichen Mördern geworden. Ihre Isolationshaft, die sie subjektiv als Folter empfunden hätten, und das Kontaktsperregesetz hätten aber zum Entstehen der zweiten und dritten RAF-Generation beigetragen. Diese Gefahr hätten die Staatsvertreter erkennen müssen. Auch die Paragrafen StGB 129a (Bildung terroristischer Vereinigungen) und StGB 88a (Verfassungsfeindliche Befürwortung von Straftaten; 1981 aufgehoben) habe als Kriminalisierung der Spontiszene und ihrer Versuche, sich politisch von der RAF abzugrenzen, gewirkt. Um ehemaligen Terroristen wie Hans-Joachim Klein die Chance zum Ausstieg zu geben, müsse der Rechtsstaat ihnen etwas anbieten, etwa lebenslang Verurteilte nach fünfzehn Jahren auf Bewährung zu entlassen. Wie die Staatsvertreter habe die Spontibewegung Leben schützen wollen, nämlich auch das der RAF-Häftlinge. Für eine gesellschaftliche Verarbeitung sei es notwendig, die positiven Motive der jeweiligen Gegenseite anzuerkennen.
Am 15. September 1998, eine Woche nach der Festnahme Kleins in Frankreich, erstattete der hessische FDP-Landtagsabgeordnete Jörg-Uwe Hahn Strafanzeige gegen Cohn-Bendit wegen möglicher Strafvereitelung, weil dieser Kleins Wohnort nicht preisgegeben hatte. Die Staatsanwaltschaft beim Frankfurter Landgericht beantragte die Aufhebung seiner politischen Immunität. Das Europäische Parlament lehnte diese im Juni 2003 ab, weil Cohn-Bendit seine Hilfe für Klein schon in den 1970er-Jahren bekannt gemacht hatte und deswegen nicht strafverfolgt worden war. Eine Strafanzeige dürfe nicht dazu dienen, ein politisches Mandat zu beschädigen. 2001 hatte Cohn-Bendit im Strafprozess gegen Klein, der wegen dreifachen Mordes angeklagt worden war, dessen Entwicklung zum Terrorismus, seine Distanzierung davon und seine Bereitschaft, sich freiwillig zu stellen, bezeugt.

### Militärinterventionen
Noch Anfang 1991 hatte Cohn-Bendit vor dem Zweiten Golfkrieg die Friedensbewegung unterstützt und gefordert, nach friedlichen Lösungen zu suchen. Während der Jugoslawienkriege änderte er diese Haltung und forderte oder bejahte in einigen Konflikten, die ethnische Massenmorde einschlossen, Militärinterventionen des Westens. Deshalb bezeichneten linksgerichtete Kritiker und innerparteiliche Gegner ihn seit 1991 öfter als „Bellizisten“.
Beim Sonderparteitag der Grünen in Aachen im Oktober 1993 plädierte er mit einer Gruppe von etwa 30 Personen erstmals für militärische Mittel als ultima ratio zum Schutz Bosniens. Der Vorschlag fand keine Mehrheit. Nach dem Markale-Massaker in Sarajewo forderte er am 20. April 1994 einen militärischen Eingriff des Westens in den Bosnienkonflikt. Wie gegen Adolf Hitler müsse man manchmal Schlimmes tun, um Schlimmeres zu verhindern. Dies sei eine historische Verantwortung der Deutschen. Er gehörte zu etwa 100 Prominenten aus 18 Staaten, die in einem Appell an die UNO forderten, Angriffe im ganzen Gebiet des früheren Jugoslawiens unmöglich zu machen.
Als 1998 ein Kriegseinsatz im Kosovo akut wurde, forderte Cohn-Bendit statt der beschlossenen Luftangriffe der NATO auf Serbien den Einsatz von Bodentruppen auch der Bundeswehr. Der damalige Bundesaußenminister Joschka Fischer wollte nicht so weit gehen. Der Friedensforscher Theodor Ebert kritisierte Cohn-Bendits Begründungen als „moralisierend“ statt analytisch: Er habe die Regierung von Slobodan Milosevic als „totalitäre Herrschaft“ bezeichnet und so mit dem Nationalsozialismus gleichgesetzt. Folglich habe er auch einen Bodenkrieg gegen Serbien nicht ausgeschlossen.
Infolge der Terroranschläge am 11. September 2001 befürwortete Cohn-Bendit mit Ralf Fücks einen gesamteuropäischen militärischen Beitrag zum Antiterrorkrieg der USA gegen das Taliban-Regime, das er als Klerikalfaschismus beschrieb. Der Islamismus sei eine totalitäre Bewegung. Die Attentäter repräsentierten weder Unterdrückte noch richtige Ziele mit falschen Mitteln, sondern seien „Feinde einer pluralistischen, kosmopolitischen, zivilen Gesellschaft“. Dem dürfe der demokratische Westen weder untätig noch überreagierend, sondern müsse er geschlossen entgegentreten. Europa solle „kritische Solidarität“ mit den USA pflegen und allen nationalen Sonderwegen eine Absage erteilen.
2004 erklärte er zum Bürgerkrieg im Sudan: Legitim sei eine Militärintervention, um eine laufende Völkervernichtung zu beenden. Diese Position deckt sich mit der Auffassung der UNO, die Militäreingriffe in failed states (zerfallene Staaten, deren Regierungen große Teile der Bevölkerung nicht mehr schützen können) bejaht. Cohn-Bendit ließ aber offen, wer diese Eingriffe vornehmen dürfe.
Andererseits kritisierte Cohn-Bendit 2012 als einer von wenigen Europapolitikern die deutschen Rüstungsexporte nach Griechenland, die die Sparpolitik von Kanzlerin Angela Merkel als Heuchelei erscheinen ließen. Einige dieser deutschen Rüstungsexporte hatte Joschka Fischer 1999 unterstützt.

### Folgen von Äußerungen zur kindlichen Sexualität
1975 hatte Cohn-Bendit in seinem autofiktionalen Buch Der grosse Basar sexuelle Handlungen mit Kindern beschrieben. Unter Cohn-Bendits Verantwortung als leitender Redakteur wurden im Pflasterstrand Ende der 1970er- und Anfang der 1980er-Jahre mehrere Texte mit pädophilen Äußerungen veröffentlicht. Zwei weitere Aussagen Cohn-Bendits in diese Richtung im Schweizer Fernsehen und in einer französischen Talkshow von 1982 fanden damals keinen Widerspruch und keine größere mediale Beachtung. Mit Bezug auf diese Aussagen warf die Journalistin Bettina Röhl ihm 2001 vor, er habe in den 1970er-Jahren von ihm betreute Kinder sexuell missbraucht. Sie löste damit eine Mediendebatte aus.
Im Januar 2001 wies eine Gruppe von Eltern und damaligen von ihm betreuten Kindern die Vorwürfe gegen ihn in einem offenen Brief zurück. Cohn-Bendit schrieb im Februar 2001 an den früheren Bundesjustizminister Klaus Kinkel, er habe nie Kinder sexuell missbraucht, sondern im Kontext der damaligen sexuellen Revolution Elternprobleme im Umgang mit kindlichen sexuellen Wünschen in fiktiver, zugespitzter Ich-Form zu beschreiben versucht. Einiges sei aus seiner aktuellen Sicht „unerträglich und falsch“. Er bedauerte seinen als „Provokation“ gemeinten Text von 1975 immer wieder als „Fehler“ und „große Dummheit“: etwa im Kontext von bekanntgewordenen Missbrauchsfällen an der Odenwaldschule (2010) und der Pädophiliedebatte bei Bündnis 90/Die Grünen (2013). Stand 2013 hielt Cohn-Bendits Archiv die Korrespondenzen, die das Thema Pädophilie abdecken, noch immer gesperrt, was unter anderem der Journalist Christian Füller kritisierte.
Die Medienwissenschaftler Bernhard Pörksen und Hanne Detel beschrieben Cohn-Bendits Fall 2012 als ein Beispiel von vielen für einen Verlust an „digitaler Kontrolle“: Dabei sei eine lange unbeachtete Selbstaussage plötzlich von den digitalen Massenmedien entdeckt, skandalisiert und lawinenartig verbreitet worden. Im März 2013 sagte der Präsident des Bundesverfassungsgerichts Andreas Voßkuhle eine Festrede zur Übergabe des Theodor-Heuss-Preises an Cohn-Bendit wegen der Buchpassage ab.

### Jüdische Identität und Antisemitismus
Cohn-Bendit befasste sich bei verschiedenen Anlässen mit dem Thema der jüdischen Identität und dem Antisemitismus. Am 31. Oktober 1985 sollte Fassbinders Stück Der Müll, die Stadt und der Tod in Frankfurt am Main uraufgeführt werden. Im Vorfeld entstand breiter Protest dagegen, weil viele das Stück als antisemitisch beurteilten. Mitglieder der Jüdischen Gemeinde, darunter Ignatz Bubis, besetzten die Bühne und verhinderten die Aufführung. Cohn-Bendit moderierte die Diskussion mit den etwa 160 im Saal befindlichen Theaterbesuchern und versuchte, beide Sichtweisen einander verständlich zu machen. Sein Verhalten trug nach Beobachtern dazu bei, dass Gewaltakte vermieden wurden.
In einem Gespräch mit Ignatz Bubis im November 1985 setzte er diesen Verständigungsversuch fort. Dabei stritt er zum einen für ein anderes Verständnis von Fassbinders Stück: Die Figur des reichen, anonymen Juden greife ein antisemitisches Klischee auf, nicht um es zu bestätigen, sondern um den Antisemitismus anhand der Einsamkeit und Widersprüchlichkeit dieser Figur als nicht überwunden zu zeigen. Zum anderen bejahte er den Protest der Juden in Deutschland gegen die Aufführung, der in Form einer Regelverletzung und Nötigung eine Protestform der 68er aufgegriffen und damit gezeigt habe, dass für berechtigte Emotionen unter Umständen auch gesetzlich nicht vorgesehene Ausdrucksformen nötig seien. Diese Artikulation jüdischer Verletztheit richte sich eigentlich nicht gegen Fassbinder, sondern gegen die „Normalisierung“ der deutschen Geschichte und Einebnung des Holocaust, die mit Helmut Kohls Inanspruchnahme einer „Gnade der späten Geburt“ in Israel und dessen Besuch der Kriegsgräberstätte Bitburg-Kolmeshöhe (siehe auch Bitburg-Kontroverse) symbolisch ausgedrückt sei. Das aufklärerische Fortsetzen dieser Diskussion sei ihm noch wichtiger als die Aufführung des Stückes, für die er sich einsetze. Er widersprach Bubis, der die Juden nur als Religionsgemeinschaft sehen wollte, und erklärte dazu: „Ich gehöre nicht dazu, zur Religion, aber ich bin trotzdem ein Jude.“ Das sei Lebensschicksal.
In einer „Rede über Deutschland“ (1986) erklärte er: Er identifiziere sich mit dem Traum der jüdischen Emanzipation als Integration in die deutsche Gesellschaft und sei sich bewusst, dass er Jude bleibe, „solange es Rassismus und Antisemitismus auf dieser Welt gibt“. Diese jüdische Identität könne ohne sein Zutun jederzeit und überall reaktiviert werden. Darum verstehe er sich als Paria (Ausgestoßener, Außenseiter). Nach Israel auszuwandern sei keine Lösung, weil dies sein Judentum beenden und ihn zum Israeli machen würde. Juden könnten so wenig wie andere Menschen aus der Geschichte lernen: Daher sei Israel kein besonders toleranter Staat. Die Fähigkeit der 68er, sich ihrer eigenen Geschichte zu stellen, sei ein Verdienst der Revolte. Sie sei aber in den 1970er-Jahren einer pro-palästinensischen Solidarität gewichen, anstelle einer notwendigen Befangenheit gegenüber Israel aufgrund der deutschen Geschichte. Im stalinistischen Polen wiederum sei studentische Gesellschaftskritik als zionistische Bewegung denunziert worden, um die Studenten vom Volk zu isolieren. Die Nationalsozialisten hätten Auschwitz nicht zufällig in Polen gebaut, weil sie von den Polen der Umgebung keinen Widerstand gegen die Judenvernichtung erwarteten. Er bewundere den polnischen Juden Adam Michnik, der dem polnischen Freiheitsbedürfnis zutraue, auch diesen latenten Antisemitismus zu überwinden, und sich deshalb mit der Solidarność und der katholischen Kirche verbunden habe. Im Historikerstreit um die Singularität des Holocaust gebe es ein Wahrheitsmoment der Totalitarismustheorie Hannah Arendts: Russen müssten sich mit der Singularität des Stalinismus, Deutsche mit der des Nationalsozialismus auseinandersetzen. Rein ökonomische Erklärungsversuche des Nationalsozialismus erklärten nicht, warum die deutsche Industrie den Holocaust unterstützt habe. Ein deutsches Nationalbewusstsein könne nur entstehen, wenn sich Deutsche mit dem Widerstand gegen den Nationalsozialismus und den Deserteuren aus der Wehrmacht identifizierten. Darum müssten sich die konservativen Historiker und Politiker bei Willy Brandt entschuldigen, der solchen Widerstand geleistet habe. Auch für die Deserteure müsste es ein Denkmal geben.
Bei einer Tagung zum Thema „Jüdische Stimmen im Diskurs der sechziger Jahre“ im Juli 2011 diskutierte Cohn-Bendit mit Jürgen Habermas und anderen über das Verhältnis der 68er zum Antisemitismus. Er stimmte Analysen von Christoph Schmidt und Jerry Muller (USA) zu: Die 68er hätten sich mit verfolgten Juden identifiziert („Wir sind alle deutsche Juden!“) und daraus eine Spaltung des Judentums abgeleitet. Einerseits hätten sie jüdische Intellektuelle wie Walter Benjamin, Ernst Bloch und Herbert Marcuse mit ihrem säkularen Messianismus als geistige Väter anstelle der leiblichen eingesetzt und als „echte“ Juden akzeptiert. Andererseits hätten sie die Kapitalisten im Bund mit den USA, die Zionisten und Israel seit dem Sechstagekrieg als „falsche Juden“ abgelehnt und zum Teil mit den Nationalsozialisten verglichen und gleichgesetzt. Indem sich die Söhne von der Schuld der Väter an den Juden freisprachen, hätten sie sich das Recht genommen, erneut reale Juden zu beschimpfen und die westliche Demokratie als ein einziges Konzentrationslager zu verdammen (zum Beispiel Giorgio Agamben). Die Linke habe den Nationalsozialismus zum Faschismus verallgemeinert, um nie nach seinen konkreten Umständen fragen zu müssen. – Cohn-Bendit stimmte zu, dass abstrakte politische Theoriebildung den 68ern dazu diente, sich auf der „richtigen Seite“ zu fühlen. Jedoch hätten sie sich im Umgang mit ihren Eltern sehr wohl konkret mit dem Nationalsozialismus auseinandergesetzt. Dass er selbst den französischen Minister François Missoffe einmal mit dem Hitlergruß begrüßt habe, sei „banal und dumm“ gewesen. Es treffe zu, dass Teile der Studentenbewegung die Kritik an Israel für ihren „real existierenden Antisemitismus“ benutzt hätten. Aber auch der Hass der Rechten auf die Studenten sei antisemitisch gewesen, wie es der Ruf „Cohn-Bendit nach Dachau“ gezeigt habe.
Im Februar 2013 erklärte er: Seit einer Krebserkrankung habe er vor, sich aus der Politik zurückzuziehen. Für eine Autobiografie wolle er „herausbekommen, was mein Judentum für mich bedeutet: Ich gehe nicht in die Synagoge, meine Frau und meine Kinder sind keine Juden, es zieht mich nicht nach Israel – und dennoch bin ich Jude. Wenn ich ein Buch schreibe, soll es sich mit meiner unklaren Identität beschäftigen.“

## Auszeichnungen
Cohn-Bendit erhielt einige Ehrungen und Preise:
- 1997: Ehrendoktorwürde der Katholischen Universität Brabant (seit 2002 Universität Tilburg, Niederlande) für „herausragende Leistungen zur Entwicklung und zum Verständnis von Multikulturalität und Integration von Minderheiten“[132]
- 1998: Révélation politique (Auszeichnung für besondere politische Verdienste verliehen von Trombinoscope)
- 2001: Hannah-Arendt-Preis für politisches Denken (gemeinsam mit Ernst Vollrath), Laudatio: Brigitte Sauzay
- 2009: Cicero-Rednerpreis, Laudatio: Franziska Augstein
- 2013: Theodor-Heuss-Preis, Laudatio: Roger de Weck[133]

Infolge der Auseinandersetzungen um seinen Erhalt des Theodor-Heuss-Preises verzichtete Cohn-Bendit im April 2013 auf den Deutsch-Französischen Medienpreis und den Elsie-Kühn-Leitz-Preis.

## Veröffentlichungen (Auswahl)
- mit Gabriel Cohn-Bendit: Linksradikalismus – Gewaltkur gegen die Alterskrankheit des Kommunismus. Rowohlt, Reinbek bei Hamburg 1968. (franz.: Le Gauchisme, remède à la maladie sénile du communisme – also „Heilmittel“ statt „Gewaltkur“)
- Der grosse Basar. Gespräche mit Michel Lévy, Jean-Marc Salmon, Maren Sell. 1. Auflage. Trikont-Verlag, München 1975, ISBN 3-920385-82-9 (französisch: Le Grand Bazar. Übersetzt von Thomas Hartmann).
- mit Reinhard Mohr: 1968. Die letzte Revolution, die noch nichts vom Ozonloch wußte. Wagenbachs Taschenbücherei, Berlin 1988, ISBN 3-8031-2161-2.
- mit Joschka Fischer, Alexander Gauland: Rechtsstaat und ziviler Ungehorsam. Ein Streitgespräch. Athenäum Verlag, Bodenheim 1988, ISBN 3-610-04709-7.
- als Herausgeber: Einwanderbares Deutschland: oder, Vertreibung aus dem Wohlstands-Paradies? Horizonte, 1991, ISBN 3-926116-41-2.
- mit Gaston Salvatore: Der Bildstörer: Gaston Salvatore im Gespräch mit Daniel Cohn-Bendit. Ed. q, Berlin 1994, ISBN 3-86124-206-0.
- mit Thomas Schmid: Xénophobies. Histoires d’Europes. Grasset, Paris 1998, ISBN 2-246-57611-3 (französisch).
- mit Olivier Duhamel, Thierry Vissol: Euro für alle. Das Währungswörterbuch. DuMont, Köln 1998, ISBN 3-7701-4589-5.
- Wir haben sie so geliebt, die Revolution. Philo, Berlin 2001, ISBN 3-8257-0249-9, Erstausgabe bei Athenäum 1987, ISBN 3-610-08456-1.
- mit Wolfgang Ullmann, Michael Gormann-Thelen: Wir, die Bürger: Auf nach Europa, Deutschland und zu uns selbst! Zivilpolitische Aufsätze. Die Blaue Eule, 2002, ISBN 3-89206-033-9.
- mit Thomas Schmid: Heimat Babylon. Das Wagnis der multikulturellen Demokratie. Hoffmann und Campe, Hamburg 2003, ISBN 3-455-10307-3.
- mit Bernard Kouchner: Quand tu seras président. Laffont, Paris 2004, ISBN 2-221-09952-4 (französisch).
- mit Guy Verhofstadt: Für Europa. Ein Manifest. Übersetzt von Philipp Blom. Hanser Verlag, München 2012, ISBN 978-3-446-24187-9.
- mit Patrice Lemoine: Unter den Stollen der Strand. Fußball und Politik – mein Leben. Kiepenheuer & Witsch, Köln 2020, ISBN 978-3-462-05263-3 (franz.: Sous les crampons la plage. Robert Laffont, 2018)
- mit Claus Leggewie: Zurück zur Wirklichkeit. Eine politische Freundschaft, Klaus Wagenbach, Berlin 2025, ISBN 978-3-8031-3753-1.
- mit Marion Van Renterghem: Souvenirs d'un apatride. Mialet-Barrault Éditeurs., Paris 2025, ISBN 9782080469670 (französisch).